# Krusjeto
Krusjeto (bulgariska: Крушето) är ett distrikt i Bulgarien.   Det ligger i kommunen Obsjtina Gorna Orjachovitsa och regionen Veliko Tărnovo, i den centrala delen av landet, 200 km öster om huvudstaden Sofia.